# Ligier JS17
Ligier JS17 – bolid Formuły 1 zespołu Ligier używany w sezonach 1981 i 1982. Od wyścigu Grand Prix Stanów Zjednoczonych – Zachód zespół Ligier zmienił model JS17 na ulepszoną wersje JS17B. Od Monako zespół prowadził nowy model Ligier JS19.

## Wyniki
| Legenda oznaczeń w tabelach wyników Wyświetl szablon na nowej stronie | Legenda oznaczeń w tabelach wyników Wyświetl szablon na nowej stronie                                                                     |
| Oznaczenie                                                            | Wyjaśnienie |
| --------------------------------------------------------------------- | --- |
| Złoty                                                                 | Zwycięzca lub mistrzostwo |
| Srebrny                                                               | 2. miejsce lub wicemistrzostwo |
| Brązowy                                                               | 3. miejsce lub II wicemistrzostwo |
| Zielony                                                               | Ukończył, punktował (w klasyfikacji generalnej, gdy zdobył co najmniej jeden punkt na przestrzeni sezonu, poza trzema powyższymi opcjami) |
| Niebieski                                                             | Ukończył, nie punktował (w klasyfikacji generalnej, gdy nie zdobył co najmniej jednego punktu na przestrzeni sezonu)                      |
| Czerwony                                                              | Nie zakwalifikował się (NZ) |
| Czerwony                                                              | Nie prekwalifikował się (NPK) |
| Różowy                                                                | Nie ukończył (NU) |
| Różowy                                                                | Niesklasyfikowany (NS) (w klasyfikacji generalnej, gdy nie został sklasyfikowany w żadnym wyścigu sezonu)                                 |
| Czarny                                                                | Zdyskwalifikowany (DK) |
| Czarny                                                                | Wykluczony (WYK/EX) |
| Biały                                                                 | Nie wystartował (NW) |
| Biały                                                                 | Kontuzjowany (K/INJ) |
| Biały                                                                 | Wyścig odwołany (OD/C) |
| Bez koloru                                                            | Został wycofany (WYC/WD) |
| Bez koloru                                                            | Nie przybył (NP/DNA) |
| Bez koloru                                                            | Nie brał udziału w treningach (NT/DNP) |
| Bez koloru                                                            | Nie został zgłoszony (–) |
| Pogrubienie                                                           | Start z pole position |
| Kursywa                                                               | Najszybsze okrążenie wyścigu |
| †                                                                     | Nie ukończył, ale jego rezultat został zaliczony ze względu na przejechanie więcej niż 90% dystansu wyścigu.                              |
| *                                                                     | Sezon w trakcie |
| 1/2/3                                                                 | Punktowana pozycja w sprincie kwalifikacyjnym                                                                                             |
| Lista systemów punktacji Formuły 1                                    | |

| Sezon | Konstruktor  | Kierowcy              | Wyniki w poszczególnych eliminacjach | Wyniki w poszczególnych eliminacjach | Wyniki w poszczególnych eliminacjach | Wyniki w poszczególnych eliminacjach | Wyniki w poszczególnych eliminacjach | Wyniki w poszczególnych eliminacjach | Wyniki w poszczególnych eliminacjach | Wyniki w poszczególnych eliminacjach | Wyniki w poszczególnych eliminacjach | Wyniki w poszczególnych eliminacjach | Wyniki w poszczególnych eliminacjach | Wyniki w poszczególnych eliminacjach | Wyniki w poszczególnych eliminacjach | Wyniki w poszczególnych eliminacjach | Wyniki w poszczególnych eliminacjach | Wyniki w poszczególnych eliminacjach | Wyniki kierowców | Wyniki kierowców | Wyniki konstruktora | Wyniki konstruktora |
| Sezon | Konstruktor  | Kierowcy              | USW                                  | BRA                                  | ARG                                  | SMR                                  | BEL                                  | MCO                                  | ESP                                  | FRA                                  | GBR                                  | DEU                                  | AUT                                  | NLD                                  | ITA                                  | CAN                                  | LVS                                  |                                      | Punkty           | Pozycja          | Punkty              | Pozycja             |
| ----- | ------------ | --------------------- | ------------------------------------ | ------------------------------------ | ------------------------------------ | ------------------------------------ | ------------------------------------ | ------------------------------------ | ------------------------------------ | ------------------------------------ | ------------------------------------ | ------------------------------------ | ------------------------------------ | ------------------------------------ | ------------------------------------ | ------------------------------------ | ------------------------------------ | ------------------------------------ | ---------------- | ---------------- | ------------------- | ------------------- |
| 1981  | Ligier-Matra | Jean-Pierre Jarier    | NU                                   | 7                                    |                                      |                                      |                                      |                                      |                                      |                                      |                                      |                                      |                                      |                                      |                                      |                                      |                                      |                                      | 0                | 22               | 44                  | 4                   |
| 1981  | Ligier-Matra | Jean-Pierre Jabouille |                                      |                                      | NZ                                   | NU                                   | NU                                   | NZ                                   | NZ                                   |                                      |                                      |                                      |                                      |                                      |                                      |                                      |                                      |                                      | 0                | 32               | 44                  | 4                   |
| 1981  | Ligier-Matra | Patrick Tambay        |                                      |                                      |                                      |                                      |                                      |                                      |                                      | NU                                   | NU                                   | NU                                   | NU                                   | NU                                   | NU                                   | NU                                   | NU                                   |                                      | 1                | 19               | 44                  | 4                   |
| 1981  | Ligier-Matra | Jacques Laffite       | NU                                   | 6                                    | NU                                   | NU                                   | 2                                    | 3                                    | 2                                    | NU                                   | 3                                    | 3                                    | 1                                    | NU                                   | NU                                   | 1                                    | 6                                    |                                      | 44               | 4                | 44                  | 4                   |
| Sezon | Konstruktor  | Kierowca              | RPA                                  | BRA                                  | USW                                  | SMR                                  | BEL                                  | MCO                                  | USE                                  | CAN                                  | NLD                                  | GBR                                  | FRA                                  | DEU                                  | AUT                                  | CHE                                  | ITA                                  | LVS                                  | Punkty           | Pozycja          | Punkty              | Pozycja             |
| 1982  | Ligier-Matra | Eddie Cheever         | NU                                   | NU                                   |                                      |                                      |                                      |                                      |                                      |                                      |                                      |                                      |                                      |                                      |                                      |                                      |                                      |                                      | 15               | 12               | 20                  | 8                   |
| 1982  | Ligier-Matra | Jacques Laffite       | NU                                   | NU                                   |                                      |                                      | 9                                    |                                      | 6                                    | NU                                   |                                      |                                      |                                      |                                      |                                      |                                      |                                      |                                      | 5                | 18               | 20                  | 8                   |